# Cyberbiznes
Cyberbiznes lub Cyberbiznes.pl – polski serwis B2B, istniejący od 1997 roku. Celem serwisu jest wspieranie polskich przedsiębiorców na rynku polskim i na rynkach zagranicznych.
Cyberbiznes dostarcza informacje o zapotrzebowaniu na towary i usługi ze strony firm polskich i zagranicznych.
Serwis dostępny jest w 4 wersjach językowych dedykowanych dla użytkowników obcojęzycznych.

## Historia
Serwis jest własnością Banku Informacji Gospodarczej Antoniewicz s.c. założonego w 1991 r.
Firma od początku zajmuje się informacją gospodarczą prowadząc Informację Telefoniczną o handlu, usługach i produkcji.
W 1997 roku firma zbudowała platformę internetową cyberbiznes.pl
Serwis dwukrotnie zwyciężył w ogólnopolskim konkursie „Teraz Internet” w kategorii najlepsza baza danych 2001-2002.
W roku 2009 został laureatem konkursu „Nasze dobre lubuskie”.